# Stanley Cup playoff 1980
I playoff della Stanley Cup 1980 del campionato NHL 1979-1980 hanno avuto inizio l'8 aprile 1980. Le sedici squadre qualificate per i playoff, le migliori della lega al termine della stagione regolare, hanno giocato una serie di partite al meglio delle cinque per i quarti di finale, seguiti da turni al meglio delle sette per i quarti di finale e le semifinali. Le due formazioni rimaste hanno disputato una serie di partite al meglio delle sette per la conquista della Stanley Cup.
Con l'espansione della lega da 17 a 21 squadre la NHL decise di allargare i playoff da 12 a 16 partecipanti rivoluzionando così il funzionamento dei playoff. Le formazioni vincitrici dell division non ricevettero più il bye per il secondo turno e gli abbinamenti furono stabiliti in base alla classifica al termine della stagione regolare. Un'altra differenza rispetto alle stagioni precedenti fu che il primo turno venne allungato da tre a un massimo di cinque incontri. Gli Atlanta Flames si qualificarono per l'ultima volta nella loro storia ai playoff prima del trasferimento della franchigia a Calgary; solo nel 2007 i Thrashers riportarono i playoff ad Atlanta.

## Squadre partecipanti

### Formazioni
1. Philadelphia Flyers - vincitori della Patrick Division e della stagione regolare nella Clarence S. Campbell Conference, 116 punti
2. Buffalo Sabres - vincitori della Adams Division e della stagione regolare nella Prince of Wales Conference, 110 punti
3. Montreal Canadiens - vincitori della Norris Division, 107 punti
4. Boston Bruins - 105 punti
5. New York Islanders - 91 punti
6. Minnesota North Stars - 88 punti
7. Chicago Blackhawks - vincitori della Smythe Division, 87 punti
8. New York Rangers - 86 punti
9. Atlanta Flames - 83 punti
10. St. Louis Blues - 80 punti
11. Toronto Maple Leafs - 75 punti
12. Los Angeles Kings - 74 punti
13. Pittsburgh Penguins - 73 punti
14. Hartford Whalers - 73 punti
15. Vancouver Canucks - 70 punti
16. Edmonton Oilers - 69 punti

### Tabellone
Nel primo turno la squadra con il ranking più alto della lega si sfida con quella dal posizionamento più basso seguendo lo schema 1-16, 2-15, 3-14, 4-13, 5-12, 6-11, 7-10 e 8-9. Al termine del primo e del secondo turno gli accoppiamenti sono ristabiliti in base alla posizione ottenuta in stagione regolare, con la squadra migliore accoppiata con quella peggiore. Nel corso dei playoff il fattore campo fu determinato dai punti ottenuti al termine della stagione regolare. Nel primo turno, al meglio delle cinque gare, si seguì il formato 2-2-1. Nelle altre serie, al meglio delle sette sfide, si seguì il formato 2-2-1-1-1: la squadra migliore in stagione regolare avrebbe disputato in casa Gara-1 e 2, (se necessario anche Gara-5 e 7), mentre quella posizionata peggio avrebbe giocato nel proprio palazzetto Gara-3 e 4 (se necessario anche Gara-6).
|  | Ottavi di finale | Ottavi di finale      | Ottavi di finale |  |  | Quarti di finale      | Quarti di finale      | Quarti di finale      |                       |   | Semifinali          | Semifinali          | Semifinali         |                    |   | Stanley Cup | Stanley Cup | Stanley Cup |  |
|  |                  |                       |                  |  |  |                       |                       |                       |                       |   |                     |                     |                    |                    |   |             |             |             |  |
|  | 1                | Phildelphia Flyers    | 3                |  |  |                       |                       |                       |                       |   |                     |                     |                    |                    |   |             |             |             |  |
|  | 16               | Edmonton Oilers       | 0                |  |  | Philadelphia Flyers   | Philadelphia Flyers   | 4                     |                       |   |                     |                     |                    |                    |   |             |             |             |  |
|  | 2                | Buffalo Sabres        | 3                |  |  | New York Rangers      | New York Rangers      | 1                     |                       |   |                     |                     |                    |                    |   |             |             |             |  |
|  | 15               | Vancouver Canucks     | 1                |  |  |                       |                       |                       |                       |   | Philadelphia Flyers | Philadelphia Flyers | 4                  |                    |   |             |             |             |  |
|  | 3                | Montreal Canadiens    | 3                |  |  |                       |                       | Minnesota North Stars | Minnesota North Stars | 1 |                     |                     |                    |                    |   |             |             |             |  |
|  | 14               | Hartford Whalers      | 0                |  |  | Buffalo Sabres        | Buffalo Sabres        | 4                     |                       |   |                     |                     |                    |                    |   |             |             |             |  |
|  | 4                | Boston Bruins         | 3                |  |  | Chicago Blackhawks    | Chicago Blackhawks    | 0                     |                       |   |                     |                     |                    |                    |   |             |             |             |  |
|  | 13               | Pittsburgh Penguins   | 2                |  |  |                       |                       |                       |                       |   | Philadelphia Flyers | Philadelphia Flyers | 2                  |                    |   |             |             |             |  |
|  | 5                | New York Islanders    | 3                |  |  |                       |                       |                       |                       |   |                     |                     | New York Islanders | New York Islanders | 4 |             |             |             |  |
|  | 12               | Los Angeles Kings     | 1                |  |  | Montreal Canadiens    | Montreal Canadiens    | 3                     |                       |   |                     |                     |                    |                    |   |             |             |             |  |
|  | 6                | Minnesota North Stars | 3                |  |  | Minnesota North Stars | Minnesota North Stars | 4                     |                       |   |                     |                     |                    |                    |   |             |             |             |  |
|  | 11               | Toronto Maple Leafs   | 0                |  |  |                       |                       |                       |                       |   | Buffalo Sabres      | Buffalo Sabres      | 2                  |                    |   |             |             |             |  |
|  | 7                | Chicago Blackhawks    | 3                |  |  |                       |                       | New York Islanders    | New York Islanders    | 4 |                     |                     |                    |                    |   |             |             |             |  |
|  | 10               | St. Louis Blues       | 0                |  |  | Boston Bruins         | Boston Bruins         | 1                     |                       |   |                     |                     |                    |                    |   |             |             |             |  |
|  | 8                | New York Rangers      | 3                |  |  | New York Islanders    | New York Islanders    | 4                     |                       |   |                     |                     |                    |                    |   |             |             |             |  |
|  | 9                | Atlanta Flames        | 1                |  |  |                       |                       |                       |                       |   |                     |                     |                    |                    |   |             |             |             |  |

## Primo turno

### Philadelphia - Edmonton
| Filadelfia 8 aprile 1980 | Edmonton Oilers | 3 – 4 (d.t.s.) (2-2; 0-0; 1-1) referto | Philadelphia Flyers | The Spectrum (17.077 spett.) |

| Filadelfia 9 aprile 1980 | Edmonton Oilers | 1 – 5 (1-1; 0-1; 0-3) referto | Philadelphia Flyers | The Spectrum (17.077 spett.) |

| Edmonton 11 aprile 1980 | Philadelphia Flyers | 3 – 2 (d.t.s.) (0-2; 1-0; 1-0) referto | Edmonton Oilers | Northlands Coliseum (15.423 spett.) |

### Buffalo - Vancouver
| Buffalo 8 aprile 1980 | Vancouver Canucks | 1 – 2 (0-1; 0-1; 1-0) referto | Buffalo Sabres | Buffalo Memorial Auditorium (16.433 spett.) |

| Buffalo 9 aprile 1980 | Vancouver Canucks | 0 – 6 (0-4; 0-2; 0-0) referto | Buffalo Sabres | Buffalo Memorial Auditorium (16.433 spett.) |

| Vancouver 11 aprile 1980 | Buffalo Sabres | 4 – 5 (1-4; 1-0; 2-1) referto | Vancouver Canucks | Pacific Coliseum (13.333 spett.) |

| Vancouver 12 aprile 1980 | Buffalo Sabres | 3 – 1 (1-0; 0-1; 2-0) referto | Vancouver Canucks | Pacific Coliseum (12.307 spett.) |

### Montreal - Hartford
| Montréal 8 aprile 1980 | Hartford Whalers | 1 – 6 (0-2; 0-2; 1-2) referto | Montreal Canadiens | Forum de Montréal (15.992 spett.) |

| Montréal 9 aprile 1980 | Hartford Whalers | 4 – 8 (0-3; 2-5; 2-0) referto | Montreal Canadiens | Forum de Montréal (15.242 spett.) |

| Hartford 11 aprile 1980 | Montreal Canadiens | 4 – 3 (d.t.s.) (1-1; 1-1; 1-1) referto | Hartford Whalers | Hartford Civic Center (14.460 spett.) |

### Boston - Pittsburgh
| Boston 8 aprile 1980 | Pittsburgh Penguins | 4 – 2 (0-1; 2-0; 2-2) referto | Boston Bruins | Boston Garden (9.725 spett.) |

| Boston 10 aprile 1980 | Pittsburgh Penguins | 1 – 4 (0-0; 0-3; 1-1) referto | Boston Bruins | Boston Garden (11.677 spett.) |

| Pittsburgh 12 aprile 1980 | Boston Bruins | 1 – 4 (0-1; 0-2; 1-1) referto | Pittsburgh Penguins | Civic Arena (13.507 spett.) |

| Pittsburgh 13 aprile 1980 | Boston Bruins | 8 – 3 (5-0; 2-0; 1-3) referto | Pittsburgh Penguins | Civic Arena (13.394 spett.) |

| Boston 14 aprile 1980 | Pittsburgh Penguins | 2 – 6 (0-2; 0-2; 2-2) referto | Boston Bruins | Boston Garden (10.952 spett.) |

### NY Islanders - Los Angeles
| Uniondale 8 aprile 1980 | Los Angeles Kings | 1 – 8 (0-2; 0-5; 1-1) referto | New York Islanders | Nassau Coliseum (13.862 spett.) |

| Uniondale 9 aprile 1980 | Los Angeles Kings | 6 – 3 (4-0; 2-2; 0-1) referto | New York Islanders | Nassau Coliseum (14.047 spett.) |

| Los Angeles 11 aprile 1980 | New York Islanders | 4 – 3 (d.t.s.) (1-2; 0-1; 2-0) referto | Los Angeles Kings | The Forum (11.690 spett.) |

| Los Angeles 12 aprile 1980 | New York Islanders | 6 – 0 (1-0; 1-0; 4-0) referto | Los Angeles Kings | The Forum (11.089 spett.) |

### Minnesota - Toronto
| Bloomington 8 aprile 1980 | Toronto Maple Leafs | 3 – 6 (2-2; 0-2; 1-2) referto | Minnesota North Stars | Met Center (13.073 spett.) |

| Bloomington 9 aprile 1980 | Toronto Maple Leafs | 2 – 7 (0-1; 0-3; 2-3) referto | Minnesota North Stars | Met Center (15.408 spett.) |

| Toronto 11 aprile 1980 | Minnesota North Stars | 4 – 3 (d.t.s.) (1-1; 0-1; 2-1) referto | Toronto Maple Leafs | Maple Leaf Gardens (16.485 spett.) |

### Chicago - St. Louis
| Chicago 8 aprile 1980 | St. Louis Blues | 2 – 3 (d.t.s.) (0-1; 1-0; 1-1) referto | Chicago Blackhawks | Chicago Stadium (13.846 spett.) |

| Chicago 9 aprile 1980 | St. Louis Blues | 1 – 5 (0-2; 1-0; 0-3) referto | Chicago Blackhawks | Chicago Stadium (15.347 spett.) |

| St. Louis 11 aprile 1980 | Chicago Blackhawks | 4 – 1 (1-0; 1-0; 2-1) referto | St. Louis Blues | Checkerdome (15.179 spett.) |

### NY Rangers - Atlanta
| New York 8 aprile 1980 | Atlanta Flames | 1 – 2 (d.t.s.) (0-0; 1-0; 0-1) referto | New York Rangers | Madison Square Garden (17.378 spett.) |

| New York 9 aprile 1980 | Atlanta Flames | 1 – 5 (0-4; 0-0; 1-1) referto | New York Rangers | Madison Square Garden (17.376 spett.) |

| Atlanta 11 aprile 1980 | New York Rangers | 2 – 4 (1-1; 1-3; 0-0) referto | Atlanta Flames | Omni Coliseum (11.495 spett.) |

| Atlanta 12 aprile 1980 | New York Rangers | 5 – 2 (3-1; 1-0; 1-1) referto | Atlanta Flames | Omni Coliseum (12.103 spett.) |

## Quarti di finale

### Philadelphia - NY Rangers
| Filadelfia 16 aprile 1980 | New York Rangers | 1 – 2 (0-1; 0-0; 1-1) referto | Philadelphia Flyers | The Spectrum (17.077 spett.) |

| Filadelfia 17 aprile 1980 | New York Rangers | 1 – 4 (0-0; 0-2; 1-2) referto | Philadelphia Flyers | The Spectrum (17.077 spett.) |

| New York 19 aprile 1980 | Philadelphia Flyers | 3 – 0 (1-0; 0-0; 2-0) referto | New York Rangers | Madison Square Garden (17.374 spett.) |

| New York 20 aprile 1980 | Philadelphia Flyers | 2 – 4 (1-1; 0-2; 1-1) referto | New York Rangers | Madison Square Garden (17.368 spett.) |

| Filadelfia 22 aprile 1980 | New York Rangers | 1 – 3 (0-1; 0-2; 1-0) referto | Philadelphia Flyers | The Spectrum (17.077 spett.) |

### Buffalo - Chicago
| Buffalo 16 aprile 1980 | Chicago Blackhawks | 0 – 5 (0-2; 0-2; 0-1) referto | Buffalo Sabres | Buffalo Memorial Auditorium (16.433 spett.) |

| Buffalo 17 aprile 1980 | Chicago Blackhawks | 4 – 6 (1-2; 2-3; 1-1) referto | Buffalo Sabres | Buffalo Memorial Auditorium (16.433 spett.) |

| Chicago 19 aprile 1980 | Buffalo Sabres | 2 – 1 (2-0; 0-1; 0-0) referto | Chicago Blackhawks | Chicago Stadium (16.956 spett.) |

| Chicago 20 aprile 1980 | Buffalo Sabres | 3 – 2 (0-1; 1-1; 2-0) referto | Chicago Blackhawks | Chicago Stadium (14.770 spett.) |

### Montreal - Minnesota
| Montréal 16 aprile 1980 | Minnesota North Stars | 3 – 0 (0-0; 0-0; 0-0) referto | Montreal Canadiens | Forum de Montréal (15.576 spett.) |

| Montréal 17 aprile 1980 | Minnesota North Stars | 4 – 1 (1-0; 1-1; 2-0) referto | Montreal Canadiens | Forum de Montréal (16.156 spett.) |

| Bloomington 19 aprile 1980 | Montreal Canadiens | 5 – 0 (2-0; 2-0; 1-0) referto | Minnesota North Stars | Met Center (15.820 spett.) |

| Bloomington 20 aprile 1980 | Montreal Canadiens | 5 – 1 (1-0; 1-0; 3-1) referto | Minnesota North Stars | Met Center (15.708 spett.) |

| Montréal 22 aprile 1980 | Minnesota North Stars | 2 – 6 (1-2; 1-1; 0-3) referto | Montreal Canadiens | Forum de Montréal (16.372 spett.) |

| Bloomington 24 aprile 1980 | Montreal Canadiens | 2 – 5 (1-0; 0-5; 1-0) referto | Minnesota North Stars | Met Center (13.829 spett.) |

| Montréal 27 aprile 1980 | Minnesota North Stars | 3 – 2 (1-1; 1-0; 1-1) referto | Montreal Canadiens | Forum de Montréal (17.465 spett.) |

### Boston - NY Islanders
| Boston 16 aprile 1980 | New York Islanders | 2 – 1 (d.t.s.) (0-0; 0-0; 1-1) referto | Boston Bruins | Boston Garden (10.910 spett.) |

| Boston 17 aprile 1980 | New York Islanders | 5 – 4 (d.t.s.) (1-0; 2-3; 1-1) referto | Boston Bruins | Boston Garden (13.134 spett.) |

| Uniondale 19 aprile 1980 | Boston Bruins | 3 – 5 (1-2; 1-2; 1-1) referto | New York Islanders | Nassau Coliseum (14.995 spett.) |

| Uniondale 21 aprile 1980 | Boston Bruins | 4 – 3 (d.t.s.) (1-1; 0-1; 2-1) referto | New York Islanders | Nassau Coliseum (14.995 spett.) |

| Boston 22 aprile 1980 | New York Islanders | 4 – 2 (0-2; 1-0; 3-0) referto | Boston Bruins | Boston Garden (14.673 spett.) |

## Semifinali

### Philadelphia - Minnesota
| Filadelfia 29 aprile 1980 | Minnesota North Stars | 6 – 5 (3-4; 2-0; 1-1) referto | Philadelphia Flyers | The Spectrum (17.077 spett.) |

| Filadelfia 1º maggio 1980 | Minnesota North Stars | 0 – 7 (0-2; 0-3; 0-2) referto | Philadelphia Flyers | The Spectrum (17.077 spett.) |

| Bloomington 4 maggio 1980 | Philadelphia Flyers | 5 – 3 (2-0; 2-3; 1-0) referto | Minnesota North Stars | Met Center (15.706 spett.) |

| Bloomington 6 maggio 1980 | Philadelphia Flyers | 3 – 2 (1-1; 1-0; 1-1) referto | Minnesota North Stars | Met Center (15.650 spett.) |

| Filadelfia 8 maggio 1980 | Minnesota North Stars | 3 – 7 (2-4; 1-3; 0-0) referto | Philadelphia Flyers | The Spectrum (17.077 spett.) |

### Buffalo - NY Islanders
| Buffalo 29 aprile 1980 | New York Islanders | 4 – 1 (2-1; 1-0; 1-0) referto | Buffalo Sabres | Buffalo Memorial Auditorium (16.433 spett.) |

| Buffalo 1º maggio 1980 | New York Islanders | 2 – 1 (d.t.s.) (0-0; 1-0; 0-1) referto | Buffalo Sabres | Buffalo Memorial Auditorium (16.433 spett.) |

| Uniondale 3 maggio 1980 | Buffalo Sabres | 4 – 7 (1-2; 1-2; 2-3) referto | New York Islanders | Nassau Coliseum (14.995 spett.) |

| Uniondale 6 maggio 1980 | Buffalo Sabres | 7 – 4 (1-2; 4-1; 2-1) referto | New York Islanders | Nassau Coliseum (14.995 spett.) |

| Buffalo 8 maggio 1980 | New York Islanders | 0 – 2 (0-1; 0-1; 0-0) referto | Buffalo Sabres | Buffalo Memorial Auditorium (16.433 spett.) |

| Uniondale 10 maggio 1980 | Buffalo Sabres | 2 – 5 (2-1; 0-2; 0-2) referto | New York Islanders | Nassau Coliseum (14.995 spett.) |

## Finale Stanley Cup
La finale della Stanley Cup 1980 è stata una serie al meglio delle sette gare che ha determinato il campione della National Hockey League per la stagione 1979-80. I New York Islanders hanno sconfitto i Philadelphia Flyers in sei partite e si sono aggiudicati la Stanley Cup per la prima volta nella loro storia.

## Statistiche

### Classifica marcatori
La seguente lista elenca i migliori marcatori al termine dei playoff.

| Giocatore         | Squadra             | PG | G  | A  | Pt | MP |
| ----------------- | ------------------- | -- | -- | -- | -- | -- |
| Bryan Trottier    | New York Islanders  | 21 | 12 | 17 | 29 | 16 |
| Mike Bossy        | New York Islanders  | 16 | 10 | 13 | 23 | 8  |
| Ken Linseman      | Philadelphia Flyers | 17 | 4  | 18 | 22 | 40 |
| Bill Barber       | Philadelphia Flyers | 19 | 12 | 9  | 21 | 23 |
| Gilbert Perreault | Buffalo Sabres      | 14 | 10 | 11 | 21 | 8  |
| Bob Bourne        | New York Islanders  | 21 | 10 | 10 | 20 | 10 |
| Bobby Clarke      | Philadelphia Flyers | 19 | 8  | 12 | 20 | 16 |
| Paul Holmgren     | Philadelphia Flyers | 18 | 10 | 10 | 20 | 47 |
| Butch Goring      | New York Islanders  | 21 | 7  | 12 | 19 | 2  |
| Denis Potvin      | New York Islanders  | 21 | 6  | 13 | 19 | 24 |

### Classifica portieri
Questa tabella elenca i cinque migliori portieri dei playoff per media di gol subiti con almeno quattro partite disputate.

| Giocatore       | Squadra             | PG | Min | V | S | GS | SO | MGS  |
| --------------- | ------------------- | -- | --- | - | - | -- | -- | ---- |
| Bob Sauvé       | Buffalo Sabres      | 8  | 501 | 6 | 2 | 17 | 2  | 2.04 |
| Michel Larocque | Montreal Canadiens  | 5  | 300 | 4 | 1 | 11 | 1  | 2.20 |
| Tony Esposito   | Chicago Blackhawks  | 6  | 373 | 3 | 3 | 14 | 0  | 2.25 |
| John Davidson   | New York Rangers    | 9  | 541 | 4 | 5 | 21 | 0  | 2.33 |
| Phil Myre       | Philadelphia Flyers | 6  | 384 | 5 | 1 | 16 | 1  | 2.50 |